# Хомотерии
Хомотериите (Homotherium) са изчезнал род саблезъби котки, принадлежащи към изчезналото подсемейство Machairodontinae, които са обитавали Северна Америка, Евразия и Африка, а вероятно и Южна Америка през епохите плиоцен и плейстоцен, от преди около 4 милиона до 12 000 години. Това е един от последните оцелели родове на подсемейството, наред с по-известните саблезъби котки от род Саблезъби тигри (Smilodon), с които не е тясно свързан. 

## Описание
През 2020 г. в горноплейстоценския вечно замръзнал район на река Бадяриха в североизточната част на Якутия, Русия е открита замразена мумия на три-седмично коте Homotherium latidens. Изследването на външния вид на екземпляра показва значителни разлики от малките на съвременните големи котки на подобна възраст – например необичайната форма на муцуната с голям отвор за устата и малки уши, много масивен врат, удължени предни крайници и тъмен цвят на козината. Томографският анализ на черепа на мумията разкрива характеристики, характерни за подсемейство Machairodontinae и за рода Homotherium. За първи път в историята на палеонтологията е изследван външният вид на изчезнал бозайник, който няма аналози в съвременната фауна.

Хомотериите са били едри котки, сравними по размер с лъвовете, заемащи нишата на висши хищници в обитаваните от тях екосистеми. Имали са удължена шия и сравнително дълги крака, къс гръб и много къса опашка, като мумията на малкото H. latidens, намерено в Сибир, има тъмнокафяв цвят на козината. В сравнение със саблезъбите тигри, кучешките зъби на хомотериите са били по-къси, макар и все пак по-дълги от тези на съвременните котки. Предполага се, че са имали различна екология от саблезъбите тигри като хищници, адаптирани да преследват едра плячка – коне, бизони и млади мамути в открити местообитания, като вероятно са участвали и в колективен лов.